# Die Braut des Teufels
Die Braut des Teufels ist ein 1967 entstandener, britischer Horrorfilm aus der Hammer Films-Produktion mit Christopher Lee in der Hauptrolle. Der Film basiert auf dem 1934 veröffentlichten Roman The Devil Rides Out von Dennis Wheatley.

## Handlung
Im Süden Englands, im Jahre 1929. Nicholas, Herzog von Richleau begrüßt auf einem kleinen Flughafen seinen Freund Rex Van Ryn, der aus den USA angereist ist. Spontan fahren beide Männer weiter zum Haus von Simon Aron, zu dem der Herzog eine väterliche Freundschaft pflegt. Simon hat diesmal ein alljährliches Treffen mit Richleau, ohne dafür eine Erklärung abzugeben, einfach platzen lassen. Der Duc de Richleau macht sich ein wenig Sorgen um den jungen Mann, denn der hat sich in letzter Zeit immer mehr aus der Öffentlichkeit zurückgezogen. Dem schmalen, hochgewachsenen Hochadeligen, der sich gut mit Okkultismus auskennt, fällt recht schnell auf, dass die zwölf Menschen, die Simon umgeben, alle etwas Merkwürdiges, fast Sektenhaftes an sich haben. Der Herzog erkennt, dass es sich um Satanisten handelt, die mehr und mehr Simon in ihren Bann gezogen haben und in einer okkulten Sitzung den Teufel Baphomet anrufen.
Angeführt wird diese finstere Truppe von einem gewissen Mocata, einer Art Hohepriester des Bösen. Um Simon zu retten, entschließen sich der Duc und sein amerikanischer Freund, Simon kurzerhand mit sich zu nehmen. Man findet, verfolgt von den Satanisten, zunächst Unterschlupf im Haus der befreundeten Familie Eaton. Simon scheint gerettet, doch die suggestive und manipulative Kraft der Teufelsanbeter ist vorerst stärker. Erneut gelingt es den beiden befreundeten Männern, Simon aus der Satanistensekte zu befreien; dabei können sie auch dessen Freundin, die hübsche Tanith Carlisle, die der Sekte als Medium dient, aus den Fängen Mocatas retten. Mocata, der die Seelen der beiden jungen Leute Satan opfern wollte, gibt jedoch nicht auf und beginnt nun, mit dem Teufel im Bunde, seine diabolische Macht mittels Schwarzer Magie einzusetzen. Er beschwört nun den „Engel des Todes“ herbei, der die Seele eines Kindes rauben soll, damit diese gegen die Seele Taniths ausgetauscht werden kann, und leitet damit ungewollt seinen eigenen Untergang an. Mocata blüht wegen seiner Anrufung des Todesengels vom Höllenfürsten höchstpersönlich die ewige Verdammnis.

## Produktionsnotizen
Die Braut des Teufels wurde am 20. Juli 1968 in London uraufgeführt. In Deutschland lief der Film nie im Kino an, sondern erlebte seine Premiere im ZDF am 22. September 1990.
Die Filmbauten kreierte Bernard Robinson.

## Kritiken
New-York-Times-Kritiker Howard Thompson befand, dass Die Braut des Teufels „Geschmack und Atmosphäre in schöner Farbfotographie“ verbreite, Christopher Lee seinen stahlharten Adeligen mit „weltmännischer Würde“ verkörpere und dass es „abergläubische Kinogänger schlimmer treffen könnten“ als mit diesem Film.
Variety meinte, dass Regisseur Fisher „einen spannenden Film aufgebaut“ habe, „mit einigen starken Höhepunkten.“ Christopher Lee sei „mal wieder auf der Haben-Seite“.
The Monthly Film Bulletin zeigte sich hingegen enttäuschter und sah lediglich Routine am Werk, zumal das Drehbuch weitschweifig sei und Terence Fishers Regie niemals entflammen würde.

„Routiniert abgewickelter Gruselfilm um Satanismus und Sektentum; von der Geschichte her eher dürftig, aber mit Sinn für Atmosphäre in Szene gesetzt und ohne sonderliche Horror-Schocks.“

Der Movie & Video Guide sah in dem Streifen eine „straffe Verfilmung“ des Romans.
Halliwell‘s Film Guide fand, dass der Film eine ziemlich „schwerfällige Adaption eines furchterregenden Romans“ sei. Immerhin gäbe es „Momente von Spannung“.

„Terence Fishers Meisterwerk ist ein dunkler Taumel, ein Rausch in Art déco. Der Film beginnt zügig, entwickelt rasch einen mächtigen Sog, der alles mit sich reißt, immer tiefer, in eine unheimliche und erregende Gegenwart, deren Schimmern sich niemand entziehen kann.“